# SS 433 (astronomia)
SS 433 è una stella binaria a raggi X posta a quasi 18.000 anni luce in direzione della costellazione dell'Aquila. La componente primaria è un buco nero oppure una stella di neutroni, pp. 23–24., mentre la compagna risulta, dall'analisi dello spettro, una stella di classe spettrale A in avanzata evoluzione. SS 433 è un microquasar, il primo mai identificato.
SS 433 si trova al centro del resto di supernova W50 che si ritiene abbia un'età di circa 10.000 anni. La stella primaria è quanto rimane del nucleo collassato dopo l'esplosione della supernova.  SS 433 ha una magnitudine apparente di 14 nello spettro visibile ed è sia una sorgente di onde radio che di raggi X e raggi gamma .
Il nome del sistema è legato ai suoi scopritori: si trattava infatti del 433° oggetto del catalogo delle stelle con marcate linee di emissione redatto nel 1977 dagli astronomi Nicholas Sanduleak e Bruce Stephenson della Case Western Reserve University.

## Il sistema

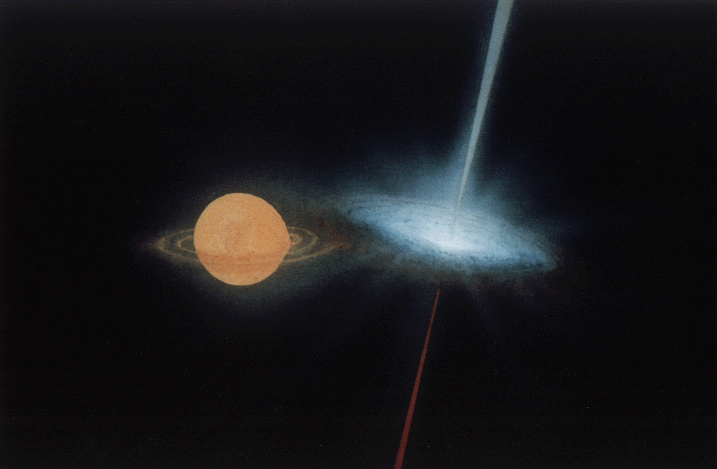
Rappresentazione artistica di SS 433.

La compagna sta cedendo massa tramite un disco di accrescimento formatosi attorno alla componente principale. La materia, mentre precipita a spirale lungo il disco verso l'interno, aumenta di temperatura; tale riscaldamento causa l'emissione di intensi raggi X e getti di idrogeno surriscaldato in entrambe le direzioni lungo l'asse di rotazione del disco. La materia nei getti raggiunge il 26% della velocità della luce, pp. 23–24; , p. 508..
Dal fatto che la compagna abbia vissuto più a lungo della primaria si deduce che quest'ultima avesse una massa iniziale inferiore, stimata tra le 3, p. 25 e le 30 masse solari.
Il periodo di rivoluzione delle due stelle è di 13,1 giorni, p. 510..

## Dati osservativi
I getti formano un angolo di circa 20° con l'asse di rotazione del disco. I getti e il disco sono soggetti ad un moto di precessione con un'inclinazione di circa 79° rispetto ad una linea immaginaria diretta dal Sole verso SS 433. Il periodo di precessione è di circa 162,5 giorni.
A causa della precessione i getti si avvicinano e allontanano dalla Terra dando luogo, nello spettro visibile, a spostamenti verso il rosso alternati a spostamenti verso il blu a causa dell'effetto Doppler, p. 508.. Nel loro movimento rotatorio i getti descrivono nello spazio una forma elicoidale divergente. Nell'impattare il resto della supernova ne distorcono la forma.
Ulteriori osservazioni condotte nel 2004 per 42 giorni consecutivi con l'ausilio del Very Long Baseline Array hanno permesso di capire che i getti si scontrano con della materia divenendo brillanti. Poiché i brillamenti si ripetono, si suppone l'esistenza di altri getti di materia più lenti che ripopolano l'area precedentemente spazzata. Questi ulteriori getti potrebbero nascere dall'interazione dei venti stellari della stella compagna e del disco. Osservazioni effettuate nel 2019 in onde sub-millimetriche presso ALMA hanno confermato le precedenti misurazioni spettroscopiche che indicavano la probabile direzione dei getti ed il motivo per cui siano ancora molto caldi a grande distanza.
Lo spettro di SS 433 non è affetto unicamente alla precessione del getto: infatti anche correggendo per questo effetto rimane una componente non variabile di spostamento verso il rosso corrispondente ad una velocità di circa 12.000 km/s. Questa non corrisponde alla reale velocità di allontanamento dalla Terra ma anche agli effetti della dilatazione del tempo: la radiazione emessa nel getto relativistico appare oscillare a frequenza più bassa quando vista da un osservatore esterno in quiete e quindi la sua radiazione risulta spostata verso il rosso, p. 508..